# Золотино
Золотино́ (бел. Залаціно́) — озеро в Чашникском районе Витебской области Белоруссии. Относится к бассейну реки Лукомка. Располагается приблизительно в 19 км к юго-востоку от города Чашники и в 0,3 км к северу от деревни Марьино.
Площадь зеркала составляет 0,11 км². Длина — 0,4 км, наибольшая ширина — 0,34 км. Длина береговой линии — 1,24 км. Максимальная глубина — 12,6 м, средняя — 6,2 м. Объём воды в озере — 0,68 млн м³.
Берега преимущественно низкие, песчаные, поросшие кустарником. Со всех сторон, кроме юго-запада, озеро окружает пойма шириной до 10 м.
Из озера Золотино вытекает ручей, впадающий в озеро Головня. На востоке впадает небольшой ручей.
В озере обитают окунь, плотва, лещ, щука, линь и другие виды рыб. Организовано платное любительское рыболовство.